# Paragaleopsomyia cecidobroter
Paragaleopsomyia cecidobroter är en stekelart som först beskrevs av Gordh och Julie Ann Hawkins 1982.  Paragaleopsomyia cecidobroter ingår i släktet Paragaleopsomyia och familjen finglanssteklar. Inga underarter finns listade i Catalogue of Life.